# Ministri della guerra del Regno d'Italia
I ministri della guerra del Regno d'Italia si sono avvicendati dal 1861 (proclamazione del Regno d'Italia) al 1946 (nascita della Repubblica Italiana).

## Elenco dei ministri
Partiti
- Militare
- Destra storica
- Sinistra storica
- Partito Radicale Italiano
- Liberali
- Partito Socialista Riformista Italiano
- Partito Agrario Siciliano
- Partito Liberale Italiano
- Partito Nazionale Fascista
- Indipendente
- Partito Democratico del Lavoro
- Democrazia Cristiana
- Partito d'Azione
- Partito Repubblicano Italiano

Stato
  Ministro ad interim

### Regno d'Italia
| No. | Foto                                            | Nome | Mandato                             | Mandato           | Governo                             | Primo Ministro                                   | Primo Ministro                       | Capo di stato maggiore               |
| No. | Foto                                            | Nome | Inizio                              | Termine           | Governo                             | Primo Ministro                                   | Primo Ministro                       | Capo di stato maggiore               |
| --- | ----------------------------------------------- | --- | ----------------------------------- | ----------------- | ----------------------------------- | ------------------------------------------------ | ------------------------------------ | ------------------------------------ |
| 1   |                                                 | Manfredo Fanti | 17 marzo 1861                       | 6 giugno 1861     | Cavour IV                           |                                                  | Camillo Benso, conte di Cavour       |                                      |
| -   |                                                 | Bettino Ricasoli (ad interim) | 12 giugno 1861                      | 5 settembre 1861  | Ricasoli I                          |                                                  | Bettino Ricasoli                     |                                      |
| 2   |                                                 | Alessandro Della Rovere | 5 settembre 1861                    | 3 marzo 1862      | Ricasoli I                          |                                                  | Bettino Ricasoli                     |                                      |
| 3   |                                                 | Agostino Petitti Bagliani di Roreto | 4 marzo 1862                        | 8 dicembre 1862   | Rattazzi I                          |                                                  | Urbano Rattazzi                      |                                      |
| 4   |                                                 | Alessandro Della Rovere | 8 dicembre 1862                     | 24 marzo 1863     | Farini                              |                                                  | Luigi Carlo Farini                   |                                      |
| 4   | 24 marzo 1863                                   | Alessandro Della Rovere | 28 settembre 1864                   | Minghetti I       |                                     | Marco Minghetti                                  |                                      |                                      |
| 4   |                                                 | Agostino Petitti Bagliani di Roreto | 28 settembre 1864                   | 31 dicembre 1865  | La Marmora II                       |                                                  | Alfonso La Marmora                   |                                      |
| 5   |                                                 | Ignazio De Genova di Pettinengo | 31 dicembre 1865                    | 20 giugno 1866    | La Marmora III                      |                                                  | Alfonso La Marmora                   |                                      |
| 5   | 20 giugno 1866                                  | Ignazio De Genova di Pettinengo | 22 agosto 1866                      | Ricasoli II       |                                     | Bettino Ricasoli                                 |                                      |                                      |
| 5   |                                                 | Efisio Cugia | 22 agosto 1866                      | Ricasoli II       | 10 aprile 1867                      | Bettino Ricasoli                                 |                                      |                                      |
| 6   |                                                 | Genova Giovanni Thaon di Revel | 10 aprile 1867                      | 27 ottobre 1867   | Rattazzi II                         |                                                  | Urbano Rattazzi                      |                                      |
| 7   |                                                 | Ettore Bertolè Viale | 27 ottobre 1867                     | 5 gennaio 1868    | Menabrea I                          |                                                  | Luigi Federico Menabrea              |                                      |
| 7   | 5 gennaio 1868                                  | Ettore Bertolè Viale | 13 maggio 1869                      | Menabrea II       |                                     |                                                  | Luigi Federico Menabrea              |                                      |
| 7   | 13 maggio 1869                                  | Ettore Bertolè Viale | 14 dicembre 1869                    | Menabrea III      |                                     |                                                  | Luigi Federico Menabrea              |                                      |
| 8   |                                                 | Giuseppe Govone | 14 dicembre 1869                    | 7 settembre 1870  | Lanza                               |                                                  | Giovanni Lanza                       |                                      |
| 9   |                                                 | Cesare Francesco Ricotti-Magnani | 7 settembre 1870 - 20 novembre 1876 | 10 luglio 1873    | Lanza                               |                                                  | Giovanni Lanza                       |                                      |
| 9   | 10 luglio 1873                                  | Cesare Francesco Ricotti-Magnani | 25 marzo 1876                       | Minghetti II      |                                     | Marco Minghetti                                  |                                      |                                      |
| 9   | 25 marzo 1876                                   | Cesare Francesco Ricotti-Magnani | 20 novembre 1876                    | Depretis I        |                                     | Agostino Depretis                                |                                      |                                      |
| 10  |                                                 | Luigi Mezzacapo | 20 novembre 1876                    | Depretis I        | 25 dicembre 1877                    | Agostino Depretis                                |                                      |                                      |
| 10  | 25 dicembre 1877                                | Luigi Mezzacapo | 24 marzo 1878                       | Depretis II       |                                     | Agostino Depretis                                |                                      |                                      |
| 11  |                                                 | Giovanni Bruzzo | 24 marzo 1878                       | 24 ottobre 1878   | Cairoli I                           |                                                  | Benedetto Cairoli                    |                                      |
| 12  |                                                 | Cesare Bonelli | 24 ottobre 1878                     | 19 dicembre 1878  | Cairoli I                           |                                                  | Benedetto Cairoli                    |                                      |
| 13  |                                                 | Gustavo Mazè de la Roche | 19 dicembre 1878                    | 14 luglio 1879    | Depretis III                        |                                                  | Agostino Depretis                    |                                      |
| 14  |                                                 | Cesare Bonelli | 14 luglio 1879                      | 25 novembre 1879  | Cairoli II                          |                                                  | Benedetto Cairoli                    |                                      |
| 14  | 25 novembre 1879                                | Cesare Bonelli | 13 luglio 1880                      | Cairoli III       |                                     |                                                  | Benedetto Cairoli                    |                                      |
| -   |                                                 | Ferdinando Acton (ad interim) | 13 luglio 1880                      | Cairoli III       | 27 luglio 1880                      |                                                  | Benedetto Cairoli                    |                                      |
| 15  |                                                 | Bernardino Milon | 27 luglio 1880                      | Cairoli III       | 25 marzo 1881                       |                                                  | Benedetto Cairoli                    |                                      |
| 16  |                                                 | Emilio Ferrero | 25 marzo 1881                       | Cairoli III       | 29 maggio 1881                      |                                                  | Benedetto Cairoli                    |                                      |
| 16  | 29 maggio 1881                                  | Emilio Ferrero | 25 maggio 1883                      | Depretis IV       |                                     | Agostino Depretis                                | Tenente generale Enrico Cosenz       |                                      |
| 16  | 25 maggio 1883                                  | Emilio Ferrero | 30 marzo 1884                       | Depretis V        |                                     | Agostino Depretis                                | Tenente generale Enrico Cosenz       |                                      |
| 16  | 30 marzo 1884                                   | Emilio Ferrero | 24 maggio 1884                      | Depretis VI       |                                     | Agostino Depretis                                | Tenente generale Enrico Cosenz       |                                      |
| 17  |                                                 | Cesare Francesco Ricotti-Magnani | 24 maggio 1884                      | Depretis VI       | 29 giugno 1885                      | Agostino Depretis                                | Tenente generale Enrico Cosenz       |                                      |
| 17  | 29 giugno 1885                                  | Cesare Francesco Ricotti-Magnani | 4 aprile 1887                       | Depretis VII      |                                     | Agostino Depretis                                | Tenente generale Enrico Cosenz       |                                      |
| 18  |                                                 | Ettore Bertolè Viale | 4 aprile 1887                       | 29 luglio 1887    | Depretis VIII                       | Agostino Depretis                                | Tenente generale Enrico Cosenz       |                                      |
| 18  | 29 luglio 1887                                  | Ettore Bertolè Viale | 9 marzo 1889                        | Crispi I          |                                     | Francesco Crispi                                 | Tenente generale Enrico Cosenz       |                                      |
| 18  | 9 marzo 1889                                    | Ettore Bertolè Viale | 6 febbraio 1891                     | Crispi II         |                                     | Francesco Crispi                                 | Tenente generale Enrico Cosenz       |                                      |
| 19  |                                                 | Luigi Pelloux | 6 febbraio 1891                     | 15 maggio 1892    | Starrabba I                         |                                                  | Tenente generale Enrico Cosenz       | Antonio Starabba, marchese di Rudinì |
| 19  | 15 maggio 1892                                  | Luigi Pelloux | 15 dicembre 1893                    | Giolitti I        |                                     | Giovanni Giolitti                                | Tenente generale Enrico Cosenz       |                                      |
| 19  | 15 maggio 1892                                  | Luigi Pelloux | 15 dicembre 1893                    | Giolitti I        | Tenente generale Domenico Primerano | Giovanni Giolitti                                |                                      |                                      |
| 20  |                                                 | Stanislao Mocenni | 15 dicembre 1893                    | 14 giugno 1894    | Crispi III                          |                                                  | Francesco Crispi                     |                                      |
| 20  | 14 giugno 1894                                  | Stanislao Mocenni | 10 marzo 1896                       | Crispi IV         |                                     |                                                  | Francesco Crispi                     |                                      |
| 21  |                                                 | Cesare Francesco Ricotti-Magnani | 10 marzo 1896                       | 11 luglio 1896    | Starrabba II                        |                                                  | Antonio Starabba, marchese di Rudinì |                                      |
| 21  | Tenente generale Tancredi Saletta               | Cesare Francesco Ricotti-Magnani | 10 marzo 1896                       | 11 luglio 1896    | Starrabba II                        |                                                  | Antonio Starabba, marchese di Rudinì |                                      |
| 22  |                                                 | Luigi Pelloux | 11 luglio 1896                      | 14 dicembre 1897  | Starrabba III                       |                                                  | Antonio Starabba, marchese di Rudinì |                                      |
| 23  |                                                 | Alessandro Asinari di San Marzano | 14 dicembre 1897                    | 1º giugno 1898    | Starrabba IV                        |                                                  | Antonio Starabba, marchese di Rudinì |                                      |
| 23  | 1º giugno 1898                                  | Alessandro Asinari di San Marzano | 29 giugno 1898                      | Starrabba V       |                                     |                                                  | Antonio Starabba, marchese di Rudinì |                                      |
| 23  | 29 giugno 1898                                  | Alessandro Asinari di San Marzano | 14 maggio 1899                      | Pelloux I         |                                     | Luigi Pelloux                                    |                                      |                                      |
| 24  |                                                 | Giuseppe Mirri | 14 maggio 1899                      | 7 gennaio 1900    | Pelloux II                          | Luigi Pelloux                                    |                                      |                                      |
| -   |                                                 | Luigi Pelloux (ad interim) | 7 gennaio 1900                      | 7 aprile 1900     | Pelloux II                          | Luigi Pelloux                                    |                                      |                                      |
| 25  |                                                 | Coriolano Ponza di San Martino | 7 aprile 1900                       | 24 giugno 1900    | Pelloux II                          | Luigi Pelloux                                    |                                      |                                      |
| 25  | 24 giugno 1900                                  | Coriolano Ponza di San Martino | 15 febbraio 1901                    | Saracco           |                                     | Giuseppe Saracco                                 |                                      |                                      |
| 25  | 15 febbraio 1901                                | Coriolano Ponza di San Martino | 27 aprile 1902                      | Zanardelli        |                                     | Giuseppe Zanardelli                              |                                      |                                      |
| -   |                                                 | Enrico Morin (ad interim) | 27 aprile 1902                      | Zanardelli        | 14 maggio 1902                      | Giuseppe Zanardelli                              |                                      |                                      |
| 26  |                                                 | Giuseppe Ottolenghi | 14 maggio 1902                      | Zanardelli        | 3 settembre 1903                    | Giuseppe Zanardelli                              |                                      |                                      |
| 27  |                                                 | Ettore Pedotti | 3 settembre 1903                    | 12 marzo 1905     | Giolitti II                         |                                                  | Giovanni Giolitti                    |                                      |
| 27  | 12 marzo 1905                                   | Ettore Pedotti | 27 marzo 1905                       | Tittoni           |                                     | Tommaso Tittoni                                  |                                      |                                      |
| 27  | 27 marzo 1905                                   | Ettore Pedotti | 24 dicembre 1905                    | Fortis I          |                                     | Alessandro Fortis                                |                                      |                                      |
| 28  |                                                 | Luigi Majnoni d'Intignano | 24 dicembre 1905                    | 8 febbraio 1906   | Fortis II                           | Alessandro Fortis                                |                                      |                                      |
| 28  | 8 febbraio 1906                                 | Luigi Majnoni d'Intignano | 29 maggio 1906                      | Sonnino I         |                                     | Sidney Sonnino                                   |                                      |                                      |
| 29  |                                                 | Giuseppe Ettore Viganò | 29 maggio 1906                      | 29 dicembre 1907  | Giolitti III                        |                                                  | Giovanni Giolitti                    |                                      |
| 30  |                                                 | Severino Casana | 29 dicembre 1907                    | 10 dicembre 1909  | Giolitti III                        |                                                  | Giovanni Giolitti                    |                                      |
| 30  | Tenente generale Alberto Pollio                 | Severino Casana | 29 dicembre 1907                    | 10 dicembre 1909  | Giolitti III                        |                                                  | Giovanni Giolitti                    |                                      |
| 31  |                                                 | Paolo Spingardi | 11 dicembre 1909                    | 31 marzo 1910     | Sonnino II                          |                                                  | Sidney Sonnino                       |                                      |
| 31  | 31 marzo 1910                                   | Paolo Spingardi | 29 marzo 1911                       | Luzzatti          |                                     | Luigi Luzzatti                                   |                                      |                                      |
| 31  | 29 marzo 1911                                   | Paolo Spingardi | 19 marzo 1914                       | Giolitti IV       |                                     | Giovanni Giolitti                                |                                      |                                      |
| 32  |                                                 | Domenico Grandi | 21 marzo 1914                       | 10 ottobre 1914   | Salandra I                          |                                                  | Antonio Salandra                     |                                      |
| 32  | Tenente generale Luigi Cadorna                  | Domenico Grandi | 21 marzo 1914                       | 10 ottobre 1914   | Salandra I                          |                                                  | Antonio Salandra                     |                                      |
| 33  |                                                 | Vittorio Italico Zupelli | 10 ottobre 1914                     | 31 ottobre 1914   | Salandra I                          |                                                  | Antonio Salandra                     |                                      |
| 33  | 31 ottobre 1914                                 | Vittorio Italico Zupelli | 4 aprile 1916                       | Salandra II       |                                     |                                                  | Antonio Salandra                     |                                      |
| 34  |                                                 | Paolo Morrone | 4 aprile 1916                       | Salandra II       | 18 giugno 1916                      |                                                  | Antonio Salandra                     |                                      |
| 34  | 18 giugno 1916                                  | Paolo Morrone | 16 giugno 1917                      | Boselli           |                                     | Paolo Boselli                                    |                                      |                                      |
| 35  |                                                 | Gaetano Ettore Giardino | 16 giugno 1917                      | Boselli           | 30 ottobre 1917                     | Paolo Boselli                                    |                                      |                                      |
| 36  |                                                 | Vittorio Luigi Alfieri | 30 ottobre 1917                     | 21 marzo 1918     | Orlando                             |                                                  | Vittorio Emanuele Orlando            | Tenente generale Armando Diaz        |
| 37  |                                                 | Vittorio Italico Zupelli | 21 marzo 1918                       | 18 gennaio 1919   | Orlando                             |                                                  | Vittorio Emanuele Orlando            | Tenente generale Armando Diaz        |
| 38  |                                                 | Enrico Caviglia | 18 gennaio 1919                     | 23 giugno 1919    | Orlando                             |                                                  | Vittorio Emanuele Orlando            | Tenente generale Armando Diaz        |
| 39  |                                                 | Giovanni Sechi | 23 giugno 1919                      | 24 giugno 1919    | Nitti I                             |                                                  | Francesco Saverio Nitti              | Tenente generale Armando Diaz        |
| 40  |                                                 | Alberico Albricci | 24 giugno 1919                      | 14 marzo 1920     | Nitti I                             |                                                  | Francesco Saverio Nitti              | Tenente generale Armando Diaz        |
| 40  | generale d'esercito Pietro Badoglio             | Alberico Albricci | 24 giugno 1919                      | 14 marzo 1920     | Nitti I                             |                                                  | Francesco Saverio Nitti              |                                      |
| 41  |                                                 | Ivanoe Bonomi | 14 marzo 1920                       | 21 maggio 1920    | Nitti I                             |                                                  | Francesco Saverio Nitti              |                                      |
| 42  |                                                 | Giulio Rodinò | 21 maggio 1920                      | 15 giugno 1920    | Nitti II                            |                                                  | Francesco Saverio Nitti              |                                      |
| 43  |                                                 | Ivanoe Bonomi | 15 giugno 1920                      | 2 aprile 1921     | Giolitti V                          |                                                  | Giovanni Giolitti                    |                                      |
| 43  | tenente generale Giuseppe Vaccari               | Ivanoe Bonomi | 15 giugno 1920                      | 2 aprile 1921     | Giolitti V                          |                                                  | Giovanni Giolitti                    |                                      |
| 44  |                                                 | Giulio Rodinò | 2 aprile 1921                       | 4 luglio 1921     | Giolitti V                          |                                                  | Giovanni Giolitti                    |                                      |
| 45  |                                                 | Luigi Gasparotto | 4 luglio 1921                       | 26 febbraio 1922  | Bonomi I                            |                                                  | Ivanoe Bonomi                        |                                      |
| 46  |                                                 | Pietro Lanza di Scalea | 26 febbraio 1922                    | 1º agosto 1922    | Facta I                             |                                                  | Luigi Facta                          |                                      |
| 47  |                                                 | Marcello Soleri | 1º agosto 1922                      | 28 ottobre 1922   | Facta II                            |                                                  | Luigi Facta                          |                                      |
| 48  |                                                 | Armando Diaz | 30 ottobre 1922                     | 30 aprile 1924    | Mussolini                           |                                                  | Benito Mussolini                     |                                      |
| 48  | Tenente generale Giuseppe F. Ferrari            | Armando Diaz | 30 ottobre 1922                     | 30 aprile 1924    | Mussolini                           |                                                  | Benito Mussolini                     |                                      |
| 49  |                                                 | Antonino Di Giorgio | 30 aprile 1924                      | 4 aprile 1925     | Mussolini                           |                                                  | Benito Mussolini                     |                                      |
| -   |                                                 | Benito Mussolini (ad interim) Sottosegretariː Ugo Cavallero (1925-1928), Pietro Gazzera (1928-1929) | 4 aprile 1925                       | 12 settembre 1929 | Mussolini                           |                                                  | Benito Mussolini                     |                                      |
| -   | Pietro Badoglio                                 | Benito Mussolini (ad interim) Sottosegretariː Ugo Cavallero (1925-1928), Pietro Gazzera (1928-1929) | 4 aprile 1925                       | 12 settembre 1929 | Mussolini                           |                                                  | Benito Mussolini                     |                                      |
| -   | Giuseppe Francesco Ferrari                      | Benito Mussolini (ad interim) Sottosegretariː Ugo Cavallero (1925-1928), Pietro Gazzera (1928-1929) | 4 aprile 1925                       | 12 settembre 1929 | Mussolini                           |                                                  | Benito Mussolini                     |                                      |
| -   | generale di corpo d'armata Nicola Gualtieri     | Benito Mussolini (ad interim) Sottosegretariː Ugo Cavallero (1925-1928), Pietro Gazzera (1928-1929) | 4 aprile 1925                       | 12 settembre 1929 | Mussolini                           |                                                  | Benito Mussolini                     |                                      |
| -   | generale di corpo d'armata Alberto Bonzani      | Benito Mussolini (ad interim) Sottosegretariː Ugo Cavallero (1925-1928), Pietro Gazzera (1928-1929) | 4 aprile 1925                       | 12 settembre 1929 | Mussolini                           |                                                  | Benito Mussolini                     |                                      |
| 50  |                                                 | Pietro Gazzera | 12 settembre 1929                   | 22 luglio 1933    | Mussolini                           |                                                  | Benito Mussolini                     |                                      |
| -   |                                                 | Benito Mussolini (ad interim) Sottosegretariː Federico Baistrocchi (1933-1936), Alberto Pariani (1936-1939), Ubaldo Soddu (1939-1940), Alfredo Guzzoni (1940-1941), Antonio Scuero (1941-1943), Antonio Sorice (1943) | 22 luglio 1933                      | 25 luglio 1943    | Mussolini                           | generale designato d'armata Federico Baistrocchi | Benito Mussolini                     |                                      |
| -   | Alberto Pariani                                 | Benito Mussolini (ad interim) Sottosegretariː Federico Baistrocchi (1933-1936), Alberto Pariani (1936-1939), Ubaldo Soddu (1939-1940), Alfredo Guzzoni (1940-1941), Antonio Scuero (1941-1943), Antonio Sorice (1943) | 22 luglio 1933                      | 25 luglio 1943    | Mussolini                           |                                                  | Benito Mussolini                     |                                      |
| -   | maresciallo d'Italia Rodolfo Graziani           | Benito Mussolini (ad interim) Sottosegretariː Federico Baistrocchi (1933-1936), Alberto Pariani (1936-1939), Ubaldo Soddu (1939-1940), Alfredo Guzzoni (1940-1941), Antonio Scuero (1941-1943), Antonio Sorice (1943) | 22 luglio 1933                      | 25 luglio 1943    | Mussolini                           |                                                  | Benito Mussolini                     |                                      |
| -   | generale di corpo d'armata Mario Roatta         | Benito Mussolini (ad interim) Sottosegretariː Federico Baistrocchi (1933-1936), Alberto Pariani (1936-1939), Ubaldo Soddu (1939-1940), Alfredo Guzzoni (1940-1941), Antonio Scuero (1941-1943), Antonio Sorice (1943) | 22 luglio 1933                      | 25 luglio 1943    | Mussolini                           |                                                  | Benito Mussolini                     |                                      |
| -   | generale designato d'armata Vittorio Ambrosio   | Benito Mussolini (ad interim) Sottosegretariː Federico Baistrocchi (1933-1936), Alberto Pariani (1936-1939), Ubaldo Soddu (1939-1940), Alfredo Guzzoni (1940-1941), Antonio Scuero (1941-1943), Antonio Sorice (1943) | 22 luglio 1933                      | 25 luglio 1943    | Mussolini                           |                                                  | Benito Mussolini                     |                                      |
| -   | generale designato d'armata Ezio Rosi           | Benito Mussolini (ad interim) Sottosegretariː Federico Baistrocchi (1933-1936), Alberto Pariani (1936-1939), Ubaldo Soddu (1939-1940), Alfredo Guzzoni (1940-1941), Antonio Scuero (1941-1943), Antonio Sorice (1943) | 22 luglio 1933                      | 25 luglio 1943    | Mussolini                           |                                                  | Benito Mussolini                     |                                      |
| -   | generale di corpo d'armata Giuseppe de Stefanis | Benito Mussolini (ad interim) Sottosegretariː Federico Baistrocchi (1933-1936), Alberto Pariani (1936-1939), Ubaldo Soddu (1939-1940), Alfredo Guzzoni (1940-1941), Antonio Scuero (1941-1943), Antonio Sorice (1943) | 22 luglio 1933                      | 25 luglio 1943    | Mussolini                           |                                                  | Benito Mussolini                     |                                      |
| -   | generale di corpo d'armata Mario Roatta         | Benito Mussolini (ad interim) Sottosegretariː Federico Baistrocchi (1933-1936), Alberto Pariani (1936-1939), Ubaldo Soddu (1939-1940), Alfredo Guzzoni (1940-1941), Antonio Scuero (1941-1943), Antonio Sorice (1943) | 22 luglio 1933                      | 25 luglio 1943    | Mussolini                           |                                                  | Benito Mussolini                     |                                      |
| 51  |                                                 | Antonio Sorice | 28 luglio 1943                      | 11 febbraio 1944  | Badoglio I                          |                                                  | Pietro Badoglio                      |                                      |
| 51  | generale di corpo d'armata Paolo Berardi        | Antonio Sorice | 28 luglio 1943                      | 11 febbraio 1944  | Badoglio I                          |                                                  | Pietro Badoglio                      |                                      |
| 52  |                                                 | Taddeo Orlando | 11 febbraio 1944                    | 17 aprile 1944    | Badoglio I                          |                                                  | Pietro Badoglio                      |                                      |
| 52  | 22 aprile 1944                                  | Taddeo Orlando | 8 giugno 1944                       | Badoglio II       |                                     |                                                  | Pietro Badoglio                      |                                      |
| 53  |                                                 | Alessandro Casati | 18 giugno 1944                      | 10 dicembre 1944  | Bonomi II                           |                                                  | Ivanoe Bonomi                        |                                      |
| 53  | 12 dicembre 1944                                | Alessandro Casati | 19 giugno 1945                      | Bonomi III        |                                     |                                                  | Ivanoe Bonomi                        |                                      |
| 53  | 12 dicembre 1944                                | Alessandro Casati | 19 giugno 1945                      | Bonomi III        | generale di brigata Ercole Ronco    |                                                  | Ivanoe Bonomi                        |                                      |
| 54  |                                                 | Stefano Jacini | 21 giugno 1945                      | 8 dicembre 1945   | Parri                               |                                                  | Ferruccio Parri                      |                                      |
| 54  | generale di Divisione Raffaele Cadorna Jr       | Stefano Jacini | 21 giugno 1945                      | 8 dicembre 1945   | Parri                               |                                                  | Ferruccio Parri                      |                                      |
| 55  |                                                 | Manlio Brosio | 10 dicembre 1945                    | 1º luglio 1946    | De Gasperi I                        |                                                  | Alcide De Gasperi                    |                                      |

### Repubblica Italiana
| No. | Foto | Nome                 | Mandato        | Mandato          | Governo       | Primo Ministro    | Primo Ministro | Stato maggiore dell'Esercito Italiano     |
| No. | Foto | Nome                 | Inizio         | Termine          | Governo       | Primo Ministro    | Primo Ministro | Stato maggiore dell'Esercito Italiano     |
| --- | ---- | -------------------- | -------------- | ---------------- | ------------- | ----------------- | -------------- | ----------------------------------------- |
| 55  |      | Cipriano Facchinetti | 14 luglio 1946 | 14 febbraio 1947 | De Gasperi II | Alcide De Gasperi |                | generale di divisione Raffaele Cadorna Jr |

Il Ministero della Guerra venne accorpato nel nuovo Ministero della Difesa